# 于偉 (1987年)
偉（1987年9月11日—）是中國男子田徑運動員，以1小時26分46秒獲得2009年東亞運動會20公里競走金牌。他也曾代表國家參加2016年夏季奧林匹克運動會。

## 外部連結
- 于偉在的頁面